# Dagboken – Jag sökte dig och fann mitt hjärta
Dagboken – Jag sökte dig och fann mitt hjärta (engelska: The Notebook) är en amerikansk dramafilm från 2004, i regi av Nick Cassavetes. Filmen är baserad på Nicholas Sparks bok från 1994. I huvudrollerna ses Ryan Gosling och Rachel McAdams.

## Handling
Allie Hamilton och Noah Calhoun träffas en sommar och inleder en romans. När sommaren är slut tvingas de skiljas åt då Allie börjar på college i New York och Noah stannar kvar i Seabrook. 
Efter några år korsas deras vägar igen, och trots att flera år har gått och Allie är förlovad med en annan man, så har de inte släppt taget om varandra.

## Rollista i urval
- Ryan Gosling – Noah Calhoun
- Rachel McAdams – Allison "Allie" Hamilton
- James Garner – äldre Noah Calhoun / "Duke"
- Gena Rowlands – äldre Allie Calhoun
- Joan Allen – Anne Hamilton
- James Marsden – Lon Hammond, Jr.
- Jamie Brown – Martha Shaw
- Sam Shepard – Frank Calhoun
- David Thornton – John Hamilton
- Kevin Connolly – Fin
- Heather Wahlquist – Sara Tuffington
- Ed Grady – Harry
- Obba Babatunde – bandledare
- Mark Johnson – fotograf

## Produktionen
I rollerna återfinns flera Oscarsnominerade skådespelare, bland andra  Ryan Gosling och James Garner. 
Ryan Gosling och Rachel McAdams vann pris på 2005 års MTV Movie Awards för Bästa filmkyss i filmen.

### Om boken
Författaren Nicholas Sparks inspirerades av sin frus morföräldrars kärlek då han skrev boken. 
När Sparks arbetade med boken skrev han det sista kapitlet först, därefter mitten av boken, och till sist det första kapitlet. Exakt samma sak gjordes i filmen; sista scenen spelades in först och den första sist. 
En stor skillnad mellan boken och filmen är att filmen tar upp historien från allra första början ända till slutet, från att två huvudkaraktärerna möts, till slutet på deras liv. Boken tar, å andra sidan, bara upp de dagar Allie och Noah möts igen, men det återberättas om deras kärlek den sommaren, exempelvis genom att Noah tänker tillbaka och minns.